# Leuciscidae
Ялецеві (Leuciscidae) — родина коропоподібних риб, колишня підродина раніше ширшої родини коропових (Cyprinidae), що тепер загалом відповідає підряду короповидних (Cyprinoidei).

## Поширення
Родина ялецевих є однією з найбільших, найпоширеніших і найрізноманітніших груп коропоподібних. Її представники утворюють головний компонент голарктичної прісноводної іхтіофауни, вони широко розповсюджені в Північній Америці та на півночі Євразії, натомість відсутні в Африці на південь від Сахари та в тропічній Азії.
Завдяки широкому розповсюдженню в різноманітних середовищах існування риби цієї родини демонструють широкий спектр трофічної різноманітності та пов'язаної з нею морфології. Це в переважній більшості прісноводні риби, лише деякі види пристосувалися до життя в солонуватих водах. Незважаючи на значні варіації розмірів тіла, зазвичай це дрібні риби, розмір більшості з них не перевищує 150 мм стандартної (без хвостового плавця) довжини.
Серед представників родини багато видів, що є звичайними для водойм України, серед них бистрянка (Alburnoides bipunctatus), білизна (Aspius aspius), білоочка (Ballerus sapa), бобирець (Petroleuciscus borysthenicus), верховодка (Alburnus alburnus), вирозуб (Rutilus frisii), в'язь (Leuciscus idus), головень (Squalius cephalus), краснопірка (Scardinius erythrophthalmus), лящ (Abramis brama), мересниця озерна (Rhynchocypris percnurus), мересниця річкова (Phoxinus phoxinus), підуст (Chondrostoma nasus), плітка (Rutilus rutilus), плоскирка (Blicca bjoerkna), рибець (Vimba vimba), синець (Ballerus ballerus), тараня (Rutilus heckelii), чехоня (Pelecus cultratus), ялець (Leuciscus leuciscus). Більшість із них є об'єктом рибальства.

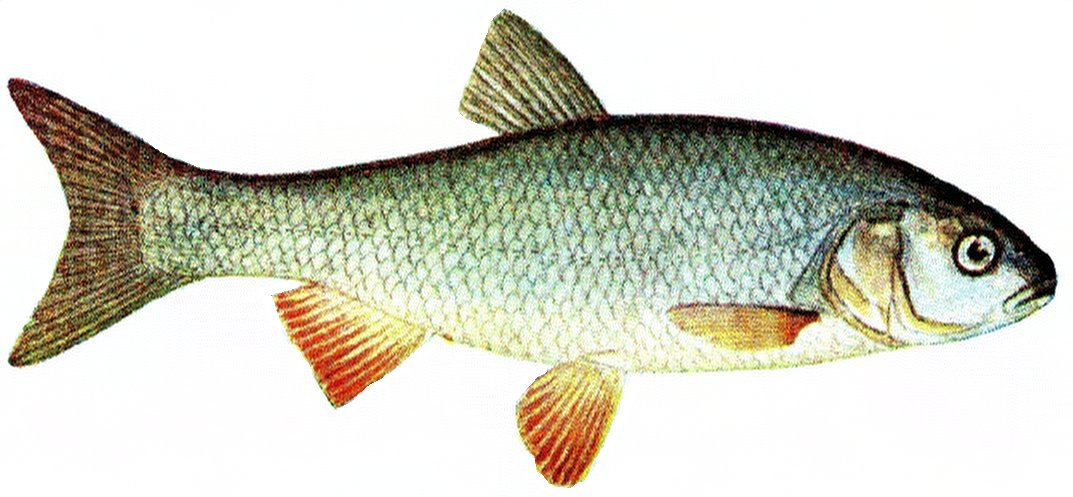
В'язь (Leuciscus idus)

## Склад родини
Станом на червень 2024 року родина ялецевих включала 100 родів і 699 видів риб, які об'єднуються в 6 підродин: Pogonichthyinae, Leuciscinae, Plagopterinae, Laviniinae, Phoxininae та Pseudaspininae:
- Підродина Pseudaspininae  Bogutskaya, 1990
(Far East Asian clade, FEA)
  - Oreoleuciscus  Warpachowski, 1889
  - Pseudaspius  Dybowski, 1869 — Угай, або краснопірка-угай
  - Rhynchocypris  Günther, 1889 — Озерна мересниця
- Підродина Laviniinae  Bleeker, 1863
(Western clade, WC)
  - Chrosomus  Rafinesque, 1820
  - Eremichthys  Hubbs & Miller, 1948
  - †Evarra  Woolman, 1894
  - Gila  Baird & Girard, 1853
  - Hesperoleucus  Snyder, 1913
  - Lavinia  Girard, 1854
  - Mylopharodon  Ayres, 1855
  - Orthodon  Girard, 1856
  - Ptychocheilus  Agassiz, 1855
  - Relictus  Hubbs & Miller, 1972
  - Siphateles  Cope, 1883
- Підродина Plagopterinae  Cope, 1874
(Creek Chub-Plagopterin clade, CC-P)
  - Couesius  Jordan, 1878
  - Hemitremia  Cope, 1870
  - Lepidomeda  Cope, 1874
  - Margariscus  Cockerell, 1909
  - Meda  Girard, 1856
  - Plagopterus  Cope, 1874
  - Semotilus  Rafinesque, 1820
- Підродина Leuciscinae  Bonaparte, 1835
(Old World clade, OW)
  - Abramis  Cuvier, 1816 — Лящ
  - Acanthobrama  Heckel, 1843
  - Achondrostoma  Robalo, Almada, Levy & Doadrio, 2007
  - Alburnoides  Jeitteles, 1861 — Бистрянка
  - Alburnus  Rafinesque, 1820 — Верховодка
  - Anaecypris  Collares-Pereira, 1983
  - Aspiolucius  Berg, 1907
  - Ballerus  Heckel, 1843 — Синець
  - Blicca  Heckel, 1843 — Плоскирка
  - Capoetobrama  Berg, 1916
  - Chondrostoma  Agassiz, 1832 — Підуст
  - Delminichthys  Freyhof, Lieckfeldt, Bogutskaya, Pitra & Ludwig, 2006
  - Egirdira  Freyhof, 2022
  - Iberochondrostoma  Robalo, Almada, Levy & Doadrio, 2007
  - Iberocypris  Doadrio, 1980
  - Ladigesocypris  Karaman, 1972
  - Leucalburnus  Berg, 1916
  - Leucaspius  Heckel & Kner, 1857 — Вівсянка
  - Leuciscus  Cuvier, 1816 — Ялець
  - Leucos  Heckel, 1843
  - Mirogrex  Goren, Fishelson & Trewavas, 1973
  - Notemigonus  Rafinesque, 1819
  - Pachychilon  Steindachner, 1882
  - Parachondrostoma  Robalo, Almada, Levy & Doadrio, 2007
  - Pelasgus  Kottelat & Freyhof, 2007
  - Pelecus  Agassiz, 1835 — Чехоня
  - Petroleuciscus  Bogutskaya, 2002
  - Phoxinellus  Heckel, 1843
  - Protochondrostoma  Robalo, Almada, Levy & Doadrio, 2007 — Підуст південноєвропейський
  - Pseudochondrostoma  Robalo, Almada, Levy & Doadrio, 2007
  - Pseudophoxinus  Bleeker, 1860
  - Rutilus  Rafinesque, 1820 — Плітка
  - Sarmarutilus  Bianco & Ketmaier, 2014
  - Scardinius  Bonaparte, 1837 — Краснопірка
  - Squalius  Bonaparte, 1837 — Головень
  - Telestes  Bonaparte, 1840 — Ялець-андруга
  - Tropidophoxinellus  Stephanidis, 1974
  - Turcichondrostoma  Turan, Küçük, Güçlü & Aksu, 2021
  - Vimba  Fitzinger, 1873 — Рибець
- Підродина Phoxininae  Bleeker, 1863
(Phoxinus clade, PHX)
  - Phoxinus  Rafinesque, 1820 — Мересниця
- Підродина Pogonichthyinae  Girard, 1858
(North American clade, NA)
  - Agosia  Girard, 1856
  - Algansea  Girard, 1856
  - Aztecula  Jordan & Evermann, 1898
  - Campostoma  Agassiz, 1855
  - Clinostomus  Girard, 1856
  - Codoma  Girard, 1856
  - Cyprinella  Girard, 1856
  - Dionda  Girard, 1856
  - Ericymba  Cope, 1865
  - Erimystax  Jordan, 1882
  - Exoglossum  Rafinesque, 1818
  - Hybognathus  Agassiz, 1855
  - Hybopsis  Agassiz, 1854
  - Iotichthys  Jordan & Evermann, 1896
  - Luxilus  Rafinesque, 1820
  - Lythrurus  Jordan, 1876
  - Macrhybopsis  Cockerell & Allison, 1909
  - Mylocheilus  Agassiz, 1855
  - Nocomis  Girard, 1856
  - Notropis  Rafinesque, 1818
  - Opsopoeodus  Hay, 1881
  - Oregonichthys  Hubbs, 1929
  - Phenacobius  Cope, 1867
  - Pimephales  Rafinesque, 1820
  - Platygobio  Gill, 1863
  - Pogonichthys  Girard, 1854
  - Pteronotropis  Fowler, 1935
  - Rhinichthys  Agassiz, 1849
  - Richardsonius  Girard, 1856
  - †Stypodon  Garman, 1881
  - Tampichthys  Schönhuth, Doadrio, Dominguez-Dominguez, Hillis & Mayden, 2008
  - Tiaroga  Girard, 1856
  - Yuriria  Jordan & Evermann, 1896

## Філогенетичні зв'язки
Систематика коропоподібних останнім часом зазнала значних змін. Традиційно існувала велика родина коропових, яку на підставі морфологічних ознак поділяли на різні підродини, окремі автори виділяли від 2 до 12 підродин. До числа цих підродини входила й Leuciscinae, хоча її склад у різних авторів різнився. До числа характерних морфологічних ознак цієї групи риб належать відсутність вусів, відсутність верхньощелепного отвору (maxillary foramen), глоткові зуби зазвичай посаджені в два ряди, велика кількість хребців.
Проте в більшості прісноводних риб дуже важко зробити висновок про філогенетичні зв'язки та систематику шляхом традиційного підходу через нечітку гомологію морфологічних ознак навіть на рівні роду. Тому класифікація коропових завжди була предметом суперечок. Починаючи з 1998 року коропові стали об'єктом молекулярних досліджень, присвячених еволюційній історії родини та валідності її підродин. Традиційна морфологія іноді суперечить молекулярним дослідженням, оскільки деякі морфологічні ознаки схильні до гомоплазії й зазвичай існує нечітка гомологія морфологічних ознак. На основі широкомасштабного філогенетичного аналізу ряду короподібних (Cypriniformes) раніше визнана родина коропових Cyprinidae (еквівалент Cyprinoidei) була розділена на ряд нових родин і підродин. Зокрема статус окремої родини отримала колишня підродина ялецевих (Leuciscinae).
Філогенетичні аналізи підтвердили монофілію Leuciscidae. Клада добре підтримується морфологічними та молекулярними даними. Проте, незважаючи на кілька досліджень, присвячених цій групі, внутрішні зв'язки всередині родини, її структура та склад окремих підрозділів ще остаточно не узгоджені. Родина поділяється на 7 підродин на основі морфологічних ознак, на 6 підродин за остеологічними ознаками та на 6 підродин за молекулярними даними.
Були також запропоновані альтернативні гіпотези щодо сестринських зв'язків ялецевих з іншими родинами коропоподібних. Морфологічні ознаки свідчать про тісний зв'язок між Leuciscidae та Xenocyprididae, а молекулярні дослідження підтверджують сестринський зв'язок Leuciscidae із Tanichthyidae, Tincidae, а також кладою Acheilognathidae + Gobionidae.

## Походження
Реконструкція прабатьківщини ялецевих показує, що ця група риб походить зі стародавньої Європи. Її предковий вид мав з'явитися в добу пізньої крейди (70,7 млн років тому). Після цього за відносно короткий період часу відбулася швидка диверсифікація основних ліній родини, вона орієнтовно датується періодом 27–33 млн років тому.